# James Gibbs

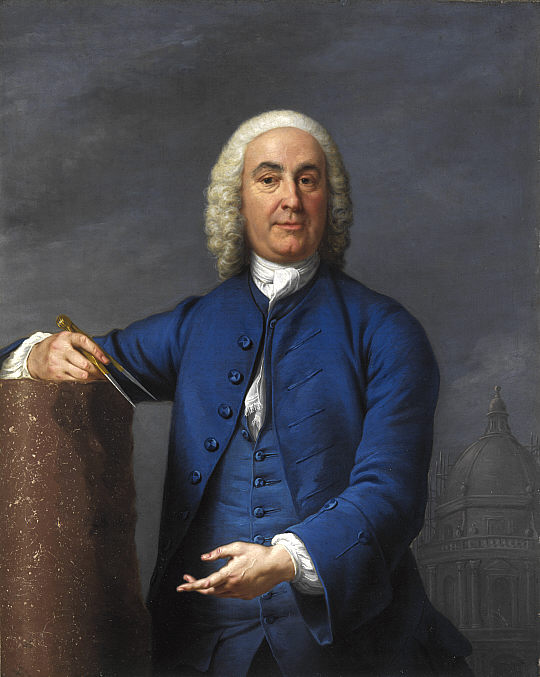
James Gibbs

James Gibbs (* 23. Dezember 1682 in Aberdeen; † 5. August 1754 in London) war ein schottischer Architekt.
Nach einer ersten Ausbildung in seiner Heimatstadt ging er nach Rom, um dort Architektur zu studieren. Hier begegnete er den Bauten Carlo Fontanas, die ihn nachhaltig beeinflussten.
Im Jahr 1710 kam er nach London, wo er Schüler von Christopher Wren wurde. In den folgenden Jahrzehnten war er als Architekt in England und Irland tätig. Er erbaute die Kirche St Mary le Strand. Weiterhin zeichnete er als Architekt für St. Martin-in-the-Fields in London verantwortlich, das in der Zeit von 1722 bis 1726 erbaut wurde und als sein Hauptwerk gilt.
1728 veröffentlichte er unter dem Titel Book of Architecture ein Traktat zu seinen Entwürfen.
Vier Jahre später erschien sein Werk Rules für Drawing the Several Parts of Architecture.
In den Jahren 1737 bis 1749 entstand in Oxford nach seinen Entwürfen das Radcliffe Camera, ein Lesesaal der zur University of Oxford gehörenden Bodleian Library. Dafür wurde ihm der Ehrentitel des Master of Arts verliehen.
An der University of Cambridge war er für den Bau des Senate House verantwortlich. Neben diversen Gebäuden entwarf James Gibbs auch zahlreiche Grabdenkmäler. Mutmaßungen, dass er die Vorlage für das Weiße Haus in Washington, D.C. lieferte, konnten jedoch nicht belegt werden.
James Gibbs gilt als einer der einflussreichsten Architekten des Klassizistischen Barock in England. Er verstarb 1754.

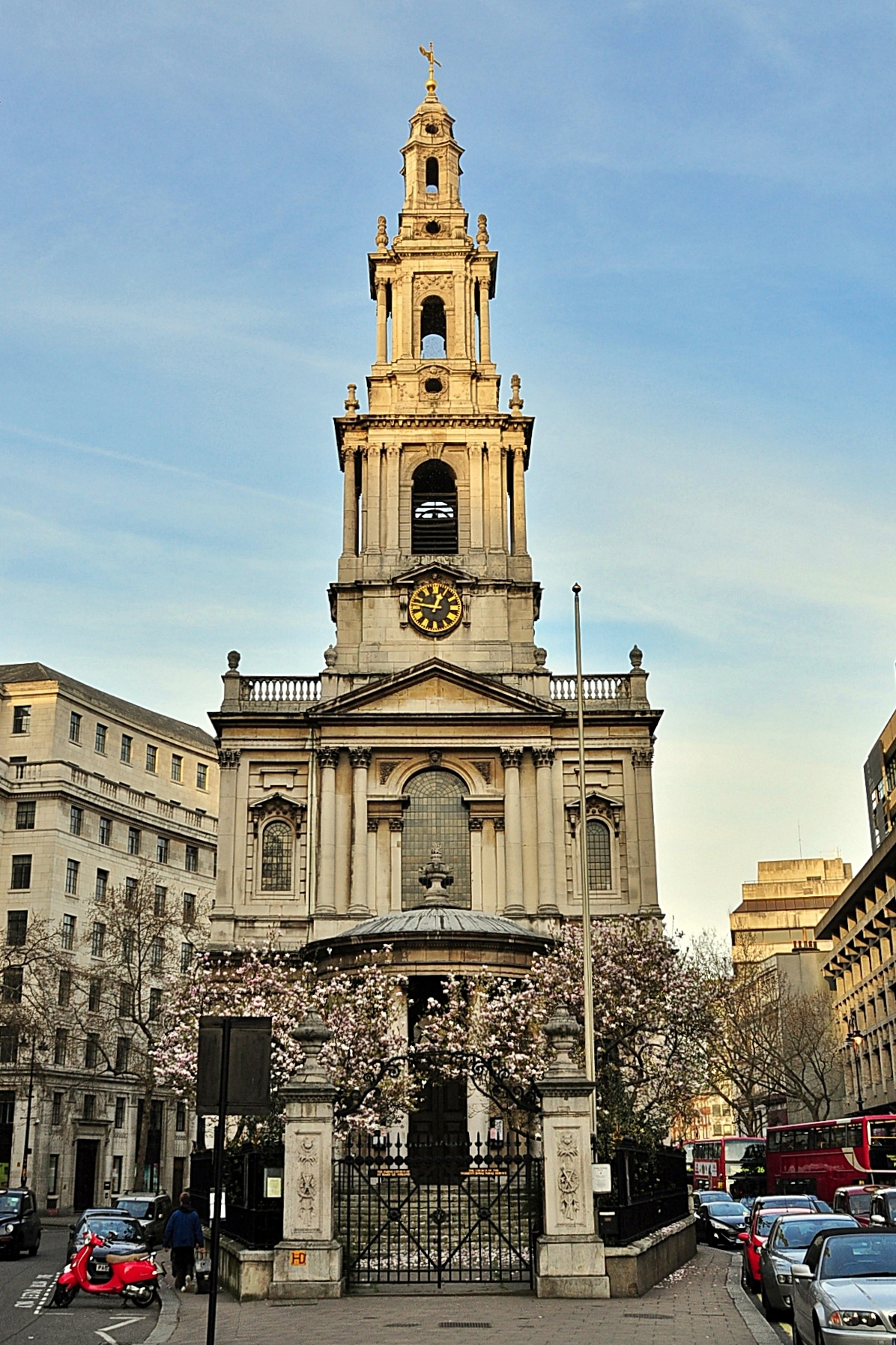
St Mary le Strand, London
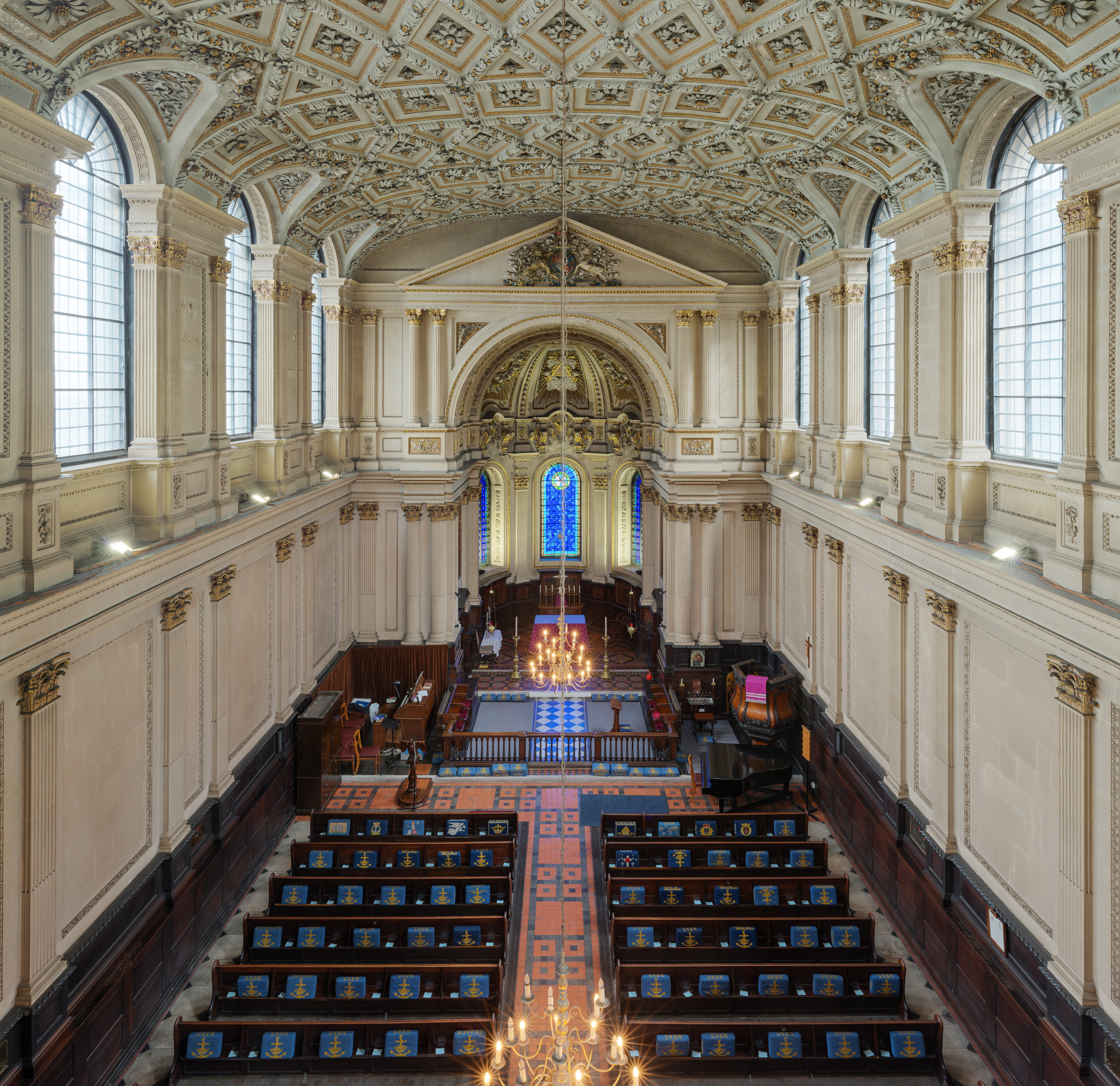
Kirchenschiff St Mary le Strand
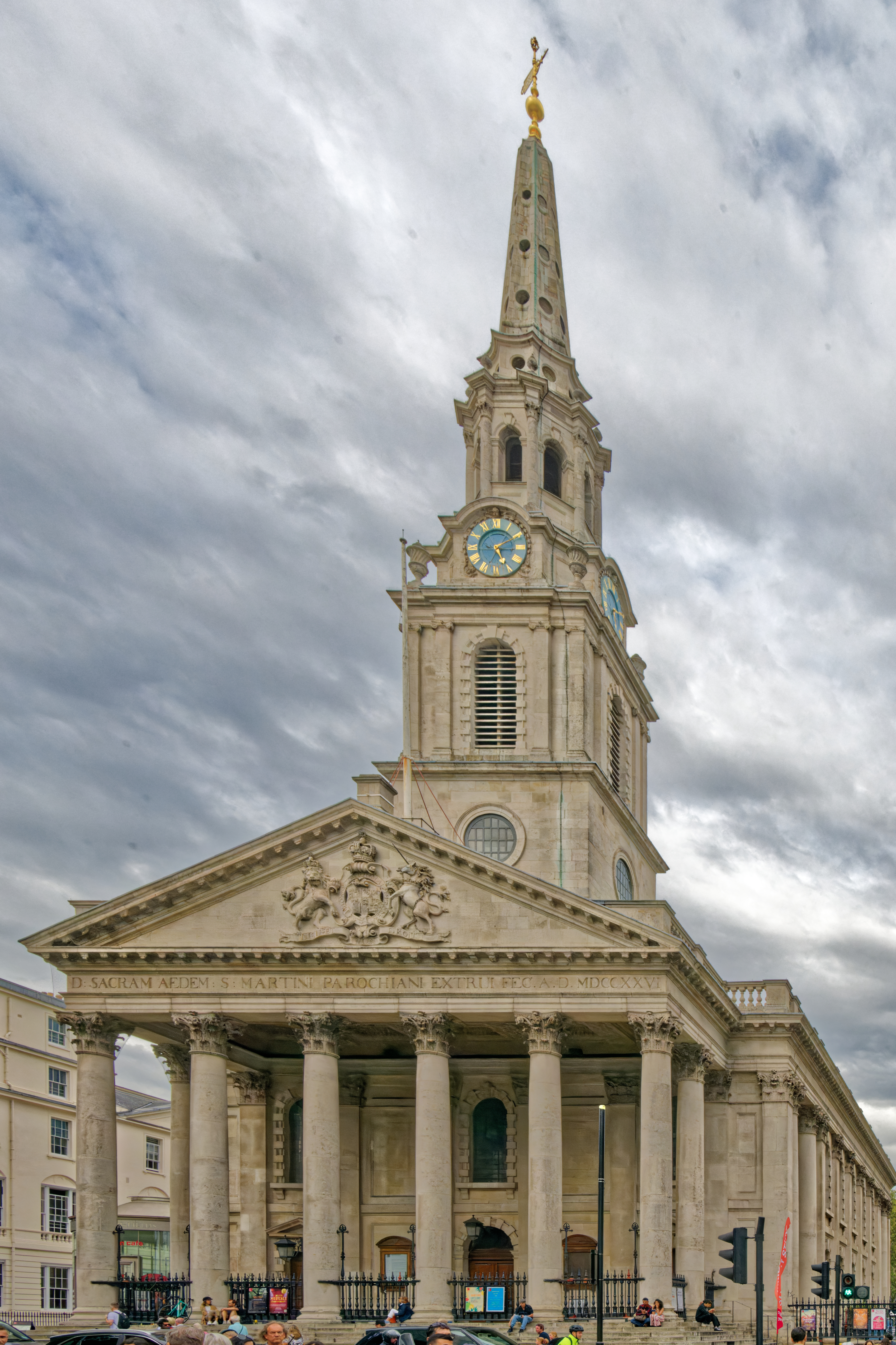
St. Martin-in-the-Fields, London
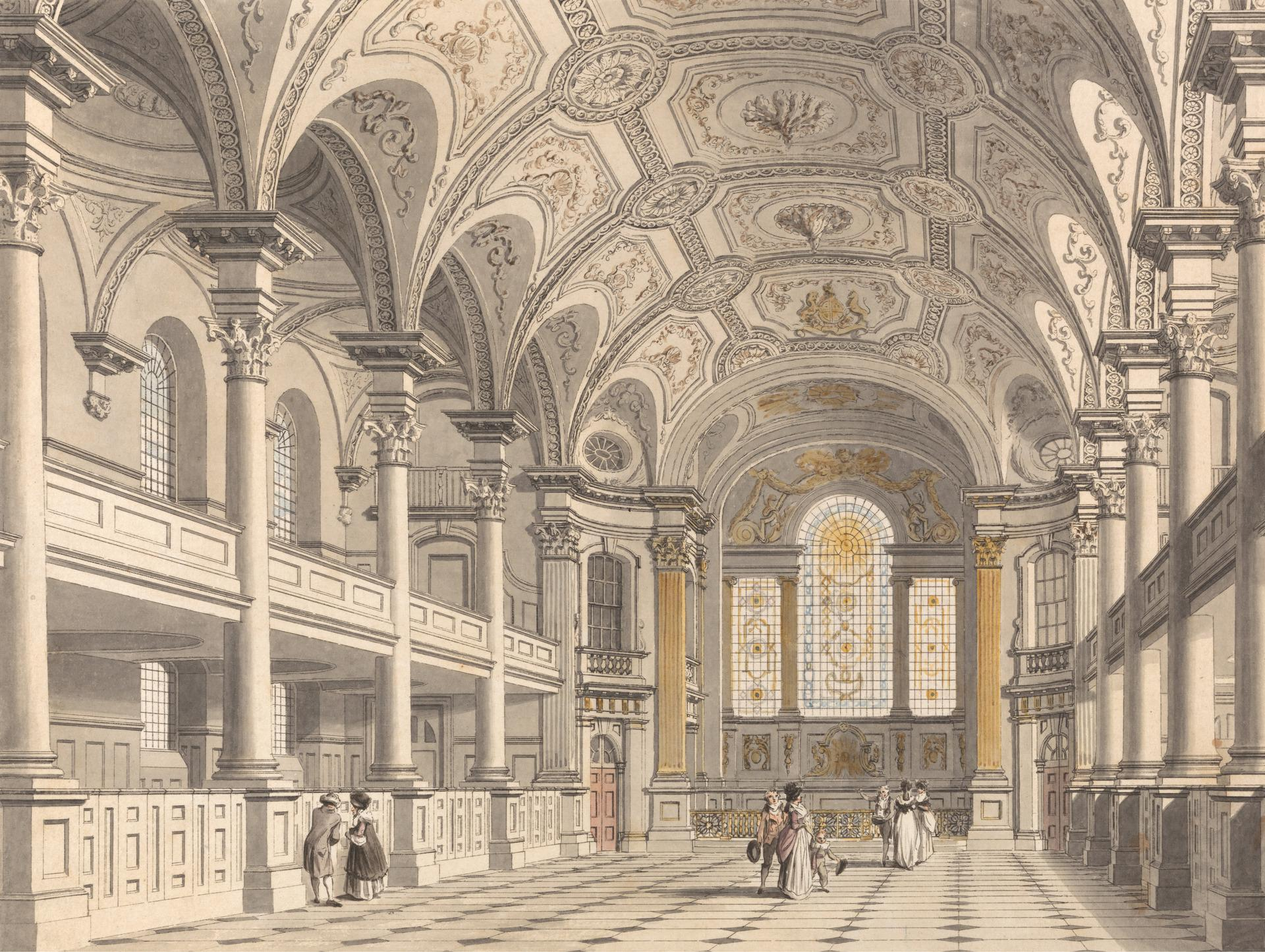
Kirchenschiff St. Martin-in-the-Fields
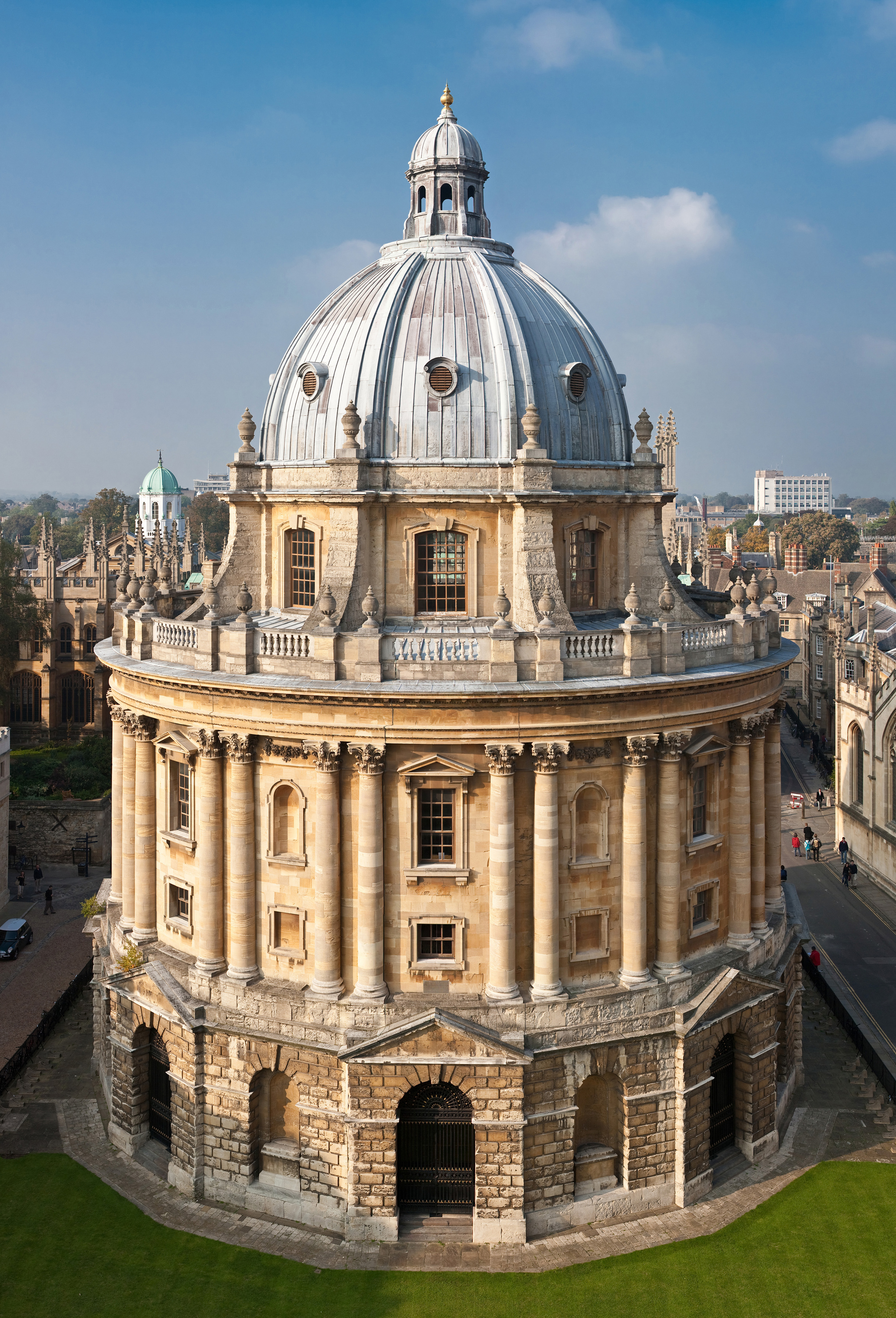
Radcliffe Camera
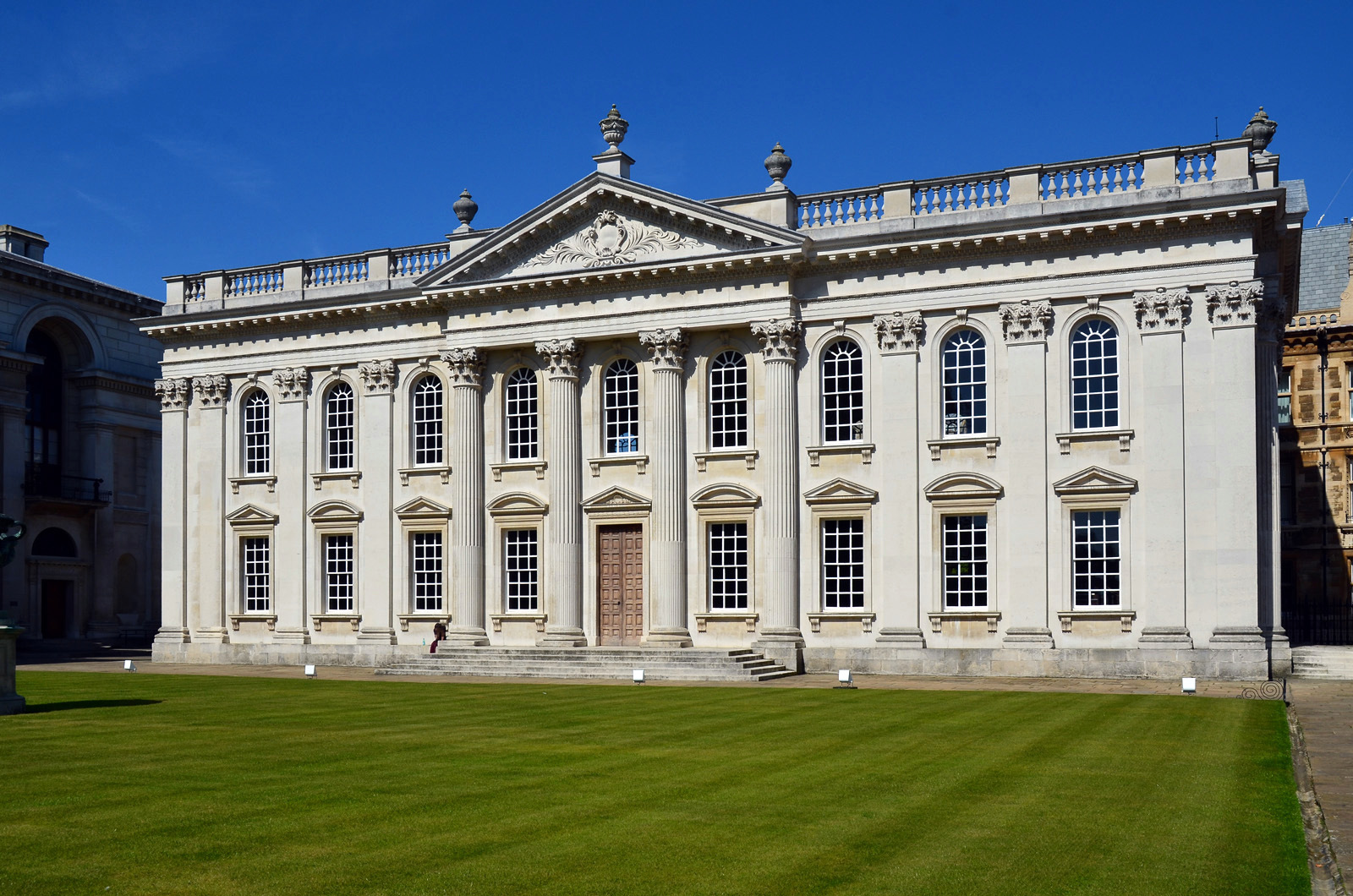
Senate House der University of Cambridge